# Heinz Fuchsbichler
Heinz Fuchsbichler (* 7. November 1967) ist ein österreichischer Fußballtrainer und ehemaliger Fußballspieler.

## Leben und Karriere
Fuchsbichler wurde in der Steiermark geboren. In seiner aktiven Zeit spielte er als Profi bei DSV Alpine, Vorwärts Steyr und dem SC Schwarz-Weiß Bregenz. Nach seinem Karriereende als Profi spielte er noch als Amateur beim FC Hard (Regionalliga West – 3. Österr. Spielklasse). Seine erste Trainerstation war die Vorarlberger U-15 Auswahl. 2003 unterschrieb er einen Vertrag beim FC Lustenau 07. Dort stieg er mit den Blauen 2005 aus der zweithöchsten Spielklasse ab. In diesem Jahr wechselte er zum Dorfrivalen SC Austria Lustenau. Zwei Saisonen trainierte Fuchsbichler die Lustenauer und belegte die Plätze 3 und 4. Nach seinem Engagement in Lustenau ging er zum SCR Altach, wo er von November 2007 bis Jänner 2008 sportlicher Leiter war. Nach der Abdankung von Manfred Bender als Trainer übernahm Fuchsbichler den Trainerposten und schaffte mit Altach den Klassenerhalt in der Bundesliga. Im August 2008 trennte sich der Verein vom Steirer.
Von 2010/11 gehörte er dem Trainerstab der U21-Nationalmannschaft in Liechtenstein an. In der Saison 2011/12 war Fuchsbichler als Co-Trainer an der Seite von Josef Hickersberger bei Al Wahda in den Vereinigten Arabischen Emiraten tätig.
Am 21. Mai 2012 wurde Fuchsbichler als Trainer des österreichischen Bundesligisten SV Ried vorgestellt. Dort übernahm er am 1. Juni 2012 sein Amt. Nach 14 Runden in der Bundesliga-Saison 2012/2013 und nach einer 1:6-Niederlage von Ried gegen die Austria am 4. November 2012 wurde Fuchsbichler am 6. November 2012 als Trainer von Ried entlassen.
Seit 2013 trainiert er die U-21-Auswahl von Liechtenstein.
Fuchsbichler machte die Matura der Handelsakademie, ist verheiratet und Vater von zwei Kindern.